# Грабовский сельсовет (Гомельский район)
Грабовский сельсовет (бел. Гра́баўскі сельсавет) — административная единица на территории Гомельского района Гомельской области Республики Беларусь. Административный центр — деревня Грабовка.

## История
Грабовский сельский Совет с центром в деревне Грабовка был образован в 1919 году.
Названия:
- с 1919 — Грабовский сельский Совет рабочих, крестьянских и красноармейских депутатов
- с 5.12.1936 — Грабовский сельский Совет депутатов трудящихся
- с 7.10.1977 — Грабовский сельский Совет народных депутатов
- с 15.3.1994 — Грабовский сельский Совет депутатов[2].

Административная подчинённость:
- с 1919 — в Носовичской волости Гомельского уезда
- с 8.12.1926 — в Носовичском районе
- с 4.8.1927 — в Гомельском районе
- с 10.2.1931 — в Тереховском районе
- с 25.12.1962 — в Добрушском районе
- с 7.1.1965 — в Гомельском районе[2].

## Состав
Грабовский сельсовет включает 8 населённых пунктов:
- Аполлоновка — посёлок
- Баштан — посёлок
- Грабовка — деревня
- Дубино — посёлок
- Журавлёвка — деревня
- Красный — посёлок
- Песочная Буда — деревня
- Хуторянка — деревня